# انجمن ژنتیک پزشکی ایران
انجمن ژنتیک پزشکی ایران نام انجمن علمی در حوزهٔ ژنتیک پزشکی و علوم آزمایشگاهی است. این انجمن از سال ۱۳۷۰ آغاز به کار کرده‌است.